# Ростех Арена
«Росте́х Аре́на» (до 6 августа 2023 года — «Калинингра́д») — футбольный стадион в Калининграде, построенный в 2018 году специально для проведения матчей чемпионата мира.

## Расположение
Стадион расположен на острове Октябрьском в Калининграде, на Солнечном бульваре (дом № 25), в непосредственной близости от набережной реки Старая Преголя.
Недалеко от стадиона — историко-этнографический и торгово-ремесленный комплекс «Рыбная деревня», являющийся «жемчужиной города».
В получасе ходьбы от стадиона прогулочным шагом находится исторический район Калининграда — «Остров Иммануила Канта» (бывший кёнигсбергский остров Кнайпхоф), где расположены построенный в 1333—1380 годах Кафедральный собор и могила немецкого философа Иммануила Канта.

## Расстояния от стадиона до ключевых объектов города
Расстояния от стадиона «Калининград» до ключевых объектов города Калининграда:
- аэропорт «Храброво» имени императрицы Елизаветы Петровны — 35 км;
- «Южный вокзал» — 4 км;
- «Северный вокзал» — 4,4 км;
- Центральная площадь (ранее место расположения «Фестиваля болельщиков FIFA 2018», вместимостью 15 000 зрителей на территории перед Домом Советов на улице Шевченко)[10] — 3,3 км.

## Технико-экономические характеристики

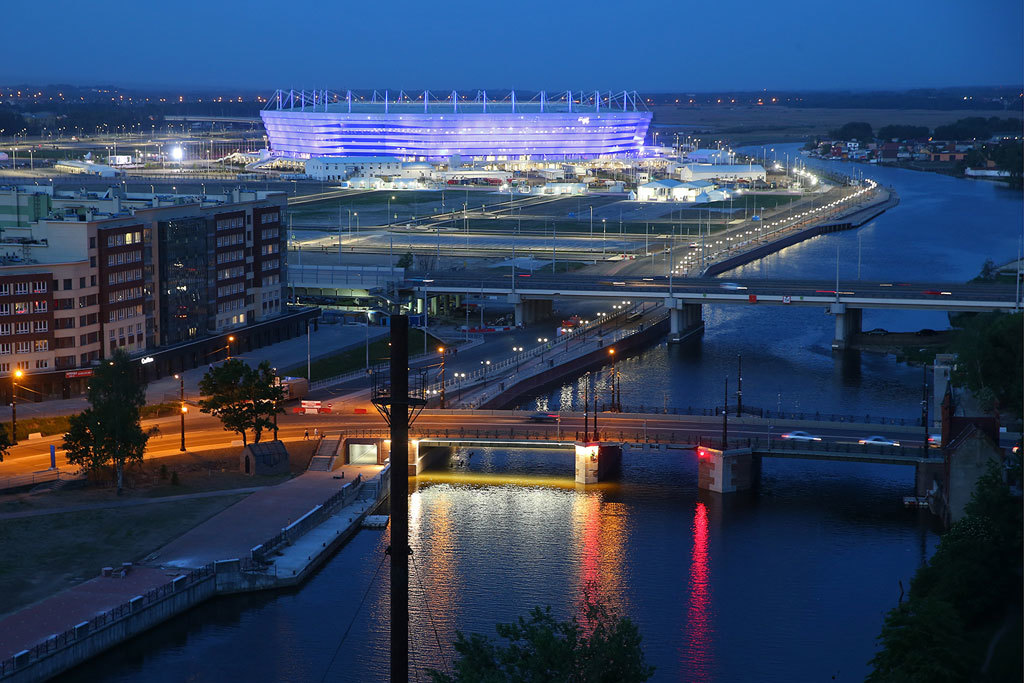
Стадион «Калининград» в вечернее время

Технико-экономические характеристики стадиона:
- общая вместимость стадиона: 35 016 зрительских мест;
- площадь территории участка: 24,4 га;
- площадь застройки стадиона: 49 384,5 м²;
- общая площадь стадиона: 112 511,7 м²;
- строительный объём: 348 057,3 м³;
- высотная отметка: 46,826 м;
- площадь трибун: 20 535 м;
- размер футбольного поля: 105×68 м;
- высота «пирога» футбольного поля (в «пирог» заложены системы дренажа, обогрева и полива, а также датчики контроля температуры): 1,2 м;
- количество свай, заложенных в основание стадиона: 30 000 штук;
- объём металлоконструкций каркаса стадиона: 15 000 тонн.

## История

### Проектирование и строительство

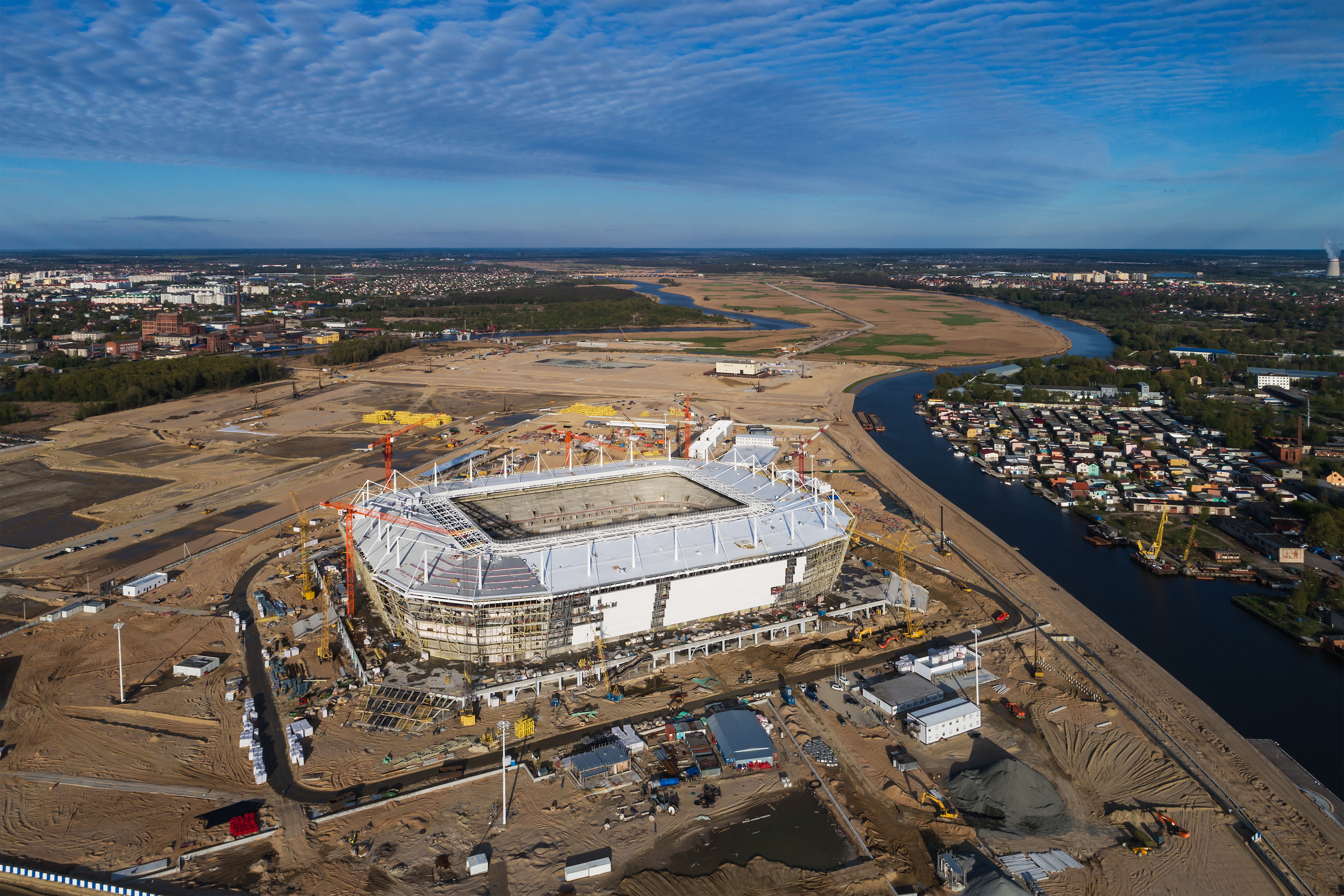
Аэрофотосъёмка строительства стадиона «Калининград», 11 мая 2017 года

Первоначально планировалось, что новый стадион будет вмещать 45 015 зрителей, однако в конце сентября 2014 года принято решение изменить вместимость на 35 000 зрительских мест. В основу проекта положена концепция легендарной «Альянц Арены», принимавшей матчи чемпионата мира по футболу 2006 года в Германии. Это двухъярусный стадион, оснащённый суперсовременными системами безопасности и видеонаблюдения. Планируемый срок сдачи в эксплуатацию — 2018 год. Первоначальная стоимость проекта — 11 млрд рублей. Позже стоимость проекта изменилась до 17,3 млрд рублей.
В апреле 2012 года Правительством Калининградской области было принято решение взять за основу строительства стадиона проект французского архитектурного бюро «Wilmotte&Associes Sa». Сам проект стоит 720 млн рублей. 50 % суммы было выделено из федерального бюджета, а другая половина — из областного. Строительство арены началось после подготовки технических и сметных документаций. Первоначально предполагалось, что стадион после ЧМ-2018 превратится в 25-тысячный — для этого будет задвинута часть крыши, но позже власти отказались от идеи сокращения вместимости.
В конце октября 2012 года региональные власти объявили открытый конкурс на разработку проектной и рабочей документации стадиона к чемпионату мира. Победителем конкурса стало НПО «Мостовик». Однако, так никто и не ответил на вопрос о дальнейшем будущем объекта после завершения мундиаля. В начале марта 2013 года «Мостовик» опубликовал эскиз стадиона, получившего рабочее название «Арена Балтика». «Мостовик» планировал сотрудничать с немецкой компанией «GMP Architekten». В июне 2014 года Омский арбитражный суд признал НПО «Мостовик» банкротом и в марте 2015 года было инициировано расторжение контракта с «Мостовиком».
1 апреля 2014 года было опубликовано распоряжение Правительства Российской Федерации о назначении ЗАО «Крокус Интернэшнл» («Crocus International») «единственным исполнителем для осуществления Минспортом России закупки работ по строительству (реконструкции) стадионов» в Калининграде и Ростове-на-Дону.
В декабре 2014 года были завершены работы по уплотнению грунта.
В феврале 2015 года Правительством Калининградской области был заключён госконтракт с «Крокус Интернэшнл» на разработку проектной и рабочей документации по проектированию стадиона.
В январе 2015 года стартовали работы по подготовке к строительству объектов инфраструктуры.
10 июня 2015 года появилось сообщение, что проект стадиона был отправлен на госэкспертизу.
9 июля 2015 года начались проектно-практические испытания свайного поля под стадион на острове Октябрьский, также начато проектирование временной схемы электроснабжения строительной площадки стадиона. По сообщению ТАСС, продолжились работы по консолидации (уплотнению) грунтов, для чего на строительную площадку было завезено три миллиона кубометров песка, что составило 50 % требуемого объёма.
18 июля 2015 года вице-губернатор Калининградской области Александр Рольбинов представил макет стадиона в Калининграде к ЧМ-2018 по футболу. Общая площадь под строительство на Октябрьском острове составила 140 гектаров. Изготовление макета стадиона обошлось областному бюджету в 500 тысяч рублей.
25 июля 2015 года заместитель председателя Правительства Калининградской области Александр Рольбинов сообщил, что строительство стадиона должно начаться 10 августа 2015 года, но к моменту наступления объявленной даты проект стадиона ещё не прошёл государственную экспертизу.
10 августа 2015 года технический директор стадиона Геннадий Борисов сообщил, что арена в Калининграде, которая будет построена к чемпионату мира по футболу 2018 года, получит название «Стадион Калининград» или «Kaliningrad Stadium» в английском варианте. По его словам, после завершения чемпионата каждый город получит право назвать свой стадион как считает нужным.
О «первой свае, забитой в основание будущего стадиона», ВрИО губернатора Калининградской области Николай Цуканов объявил 11 сентября 2015 года.
В 2016 году начались работы по строительству и подготовке стадиона к ЧМ-2018 генеральным проектировщиком и подрядчиком — АО «Крокус Интернэшнл» («Crocus International»), Москва.
К чемпионату мира по футболу 2018 на стадионе оборудовали системы сигнализаций и оповещения, металлодетекторы, индикаторы опасных жидкостей и взрывчатых веществ, организовали 30 постов круглосуточной охраны.

## Эксплуатация
23 марта 2018 года стадион «Калининград» получил разрешение на ввод в эксплуатацию.
В 2019 году стадион передан из федеральной собственности в собственность Калининградской области. Региональным министерством спорта создано государственное автономное учреждение «Стадион Калининград», которое владеет стадионом на праве оперативного управления, ФК «Балтика» эксплуатирует стадион на основе договора аренды.
1 июня 2023 года госкорпорация «Ростех» стала новым спонсором футбольного клуба «Балтика», в связи с чем стадион будет переименован в честь нового главного спонсора.
Спустя два месяца, 6 августа 2023 года, стадион официально получил название «Ростех Арена».

### Футбол
11 апреля 2018 года на новом стадионе состоялся первый футбольный матч — калининградская «Балтика» победила самарские «Крылья Советов» со счётом 1:0. Первый гол в истории стадиона забил ивуарийский нападающий Сенин Себаи. Прошедший матч стал самым посещаемым в туре, собрав 14 926 зрителей.
Матчи чемпионата мира по футболу 2018 года

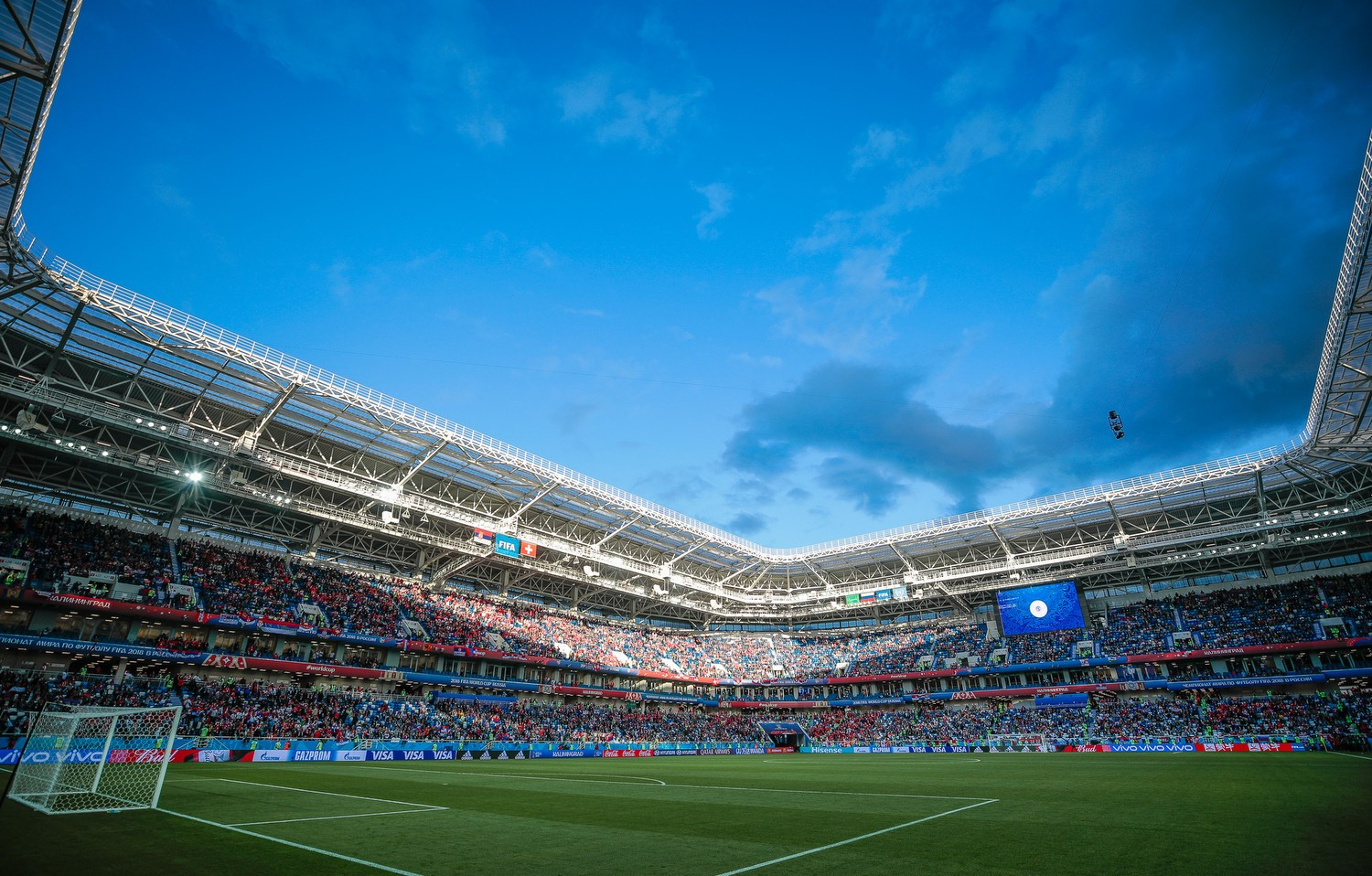
Стадион во время Чемпионата мира по футболу

Калининград стал одним из одиннадцати городов-организаторов чемпионата мира по футболу 2018 года, финальная часть которого прошла с 14 июня по 15 июля в России. Стадион «Калининград» принял 4 матча группового этапа турнира, которые в общей сложности посетили 132 249 зрителей. Команды стали известны на жеребьёвке, состоявшейся 1 декабря 2017 года в Большом Кремлёвском дворце в Москве.
| # | Дата    | Соперник 1 | Результат | Соперник 2 | Стадия   |
| - | ------- | ---------- | --------- | ---------- | -------- |
| 1 | 16 июня | Хорватия   | 2:0       | Нигерия    | Группа D |
| 2 | 22 июня | Сербия     | 1:2       | Швейцария  | Группа E |
| 3 | 25 июня | Испания    | 2:2       | Марокко    | Группа B |
| 4 | 28 июня | Англия     | 0:1       | Бельгия    | Группа G |

Матчи сборной России по футболу
Стадион «Калининград» является одним из стадионов, на которых проводит свои официальные матчи сборная России по футболу.
| # | Дата            | Соперник 1 | Результат | Соперник 2 | Турнир                                              |
| - | --------------- | ---------- | --------- | ---------- | --------------------------------------------------- |
| 1 | 11 октября 2018 | Россия     | 0:0       | Швеция     | Лига наций УЕФА 2018/2019                           |
| 2 | 9 сентября 2019 | Россия     | 1:0       | Казахстан  | Отборочный турнир чемпионата Европы по футболу 2020 |

Суперкубок России по футболу 2021
| 17 июля 2021 19:00 (MSK)            | \| Зенит \| 3:0 \| Локомотив \| \| Кузяев 27′ · Азмун 57′ · Ерохин 83′ \| Голы \| \| | Калининград Судья: Павел Кукуян |
| Зенит                               | 3:0                                                                                  | Локомотив                       |
| Кузяев 27′ · Азмун 57′ · Ерохин 83′ | Голы                                                                                 |                                 |

### Регби
Матчи сборной России по регби
| # | Дата            | Соперник 1 | Результат | Соперник 2 | Турнир                         |
| - | --------------- | ---------- | --------- | ---------- | ------------------------------ |
| 1 | 22 февраля 2020 | Россия     | 19:18     | Португалия | Чемпионат Европы по регби 2020 |
| 2 | 20 марта 2021   | Россия     | 6:23      | Грузия     | Чемпионат Европы по регби 2021 |

Матчи чемпионата Европы по регби U18 2019
| # | Дата           | Соперник 1 | Результат | Соперник 2     | Стадия            |
| - | -------------- | ---------- | --------- | -------------- | ----------------- |
| 1 | 20 апреля 2019 | Россия U18 | 27:38     | Португалия U18 | Матч за 3-е место |
| 2 | 20 апреля 2019 | Грузия U18 | 20:10     | Испания U18    | Финал             |